# Marie Henriëtte van Oostenrijk
Marie Henriëtte Anne, in het Nederlands vaak Maria Hendrika genoemd (Pest, 23 augustus 1836 – Spa, 19 september 1902), hertogin van Brabant, prinses van België, aartshertogin van Oostenrijk, was de tweede koningin der Belgen.

## Leven

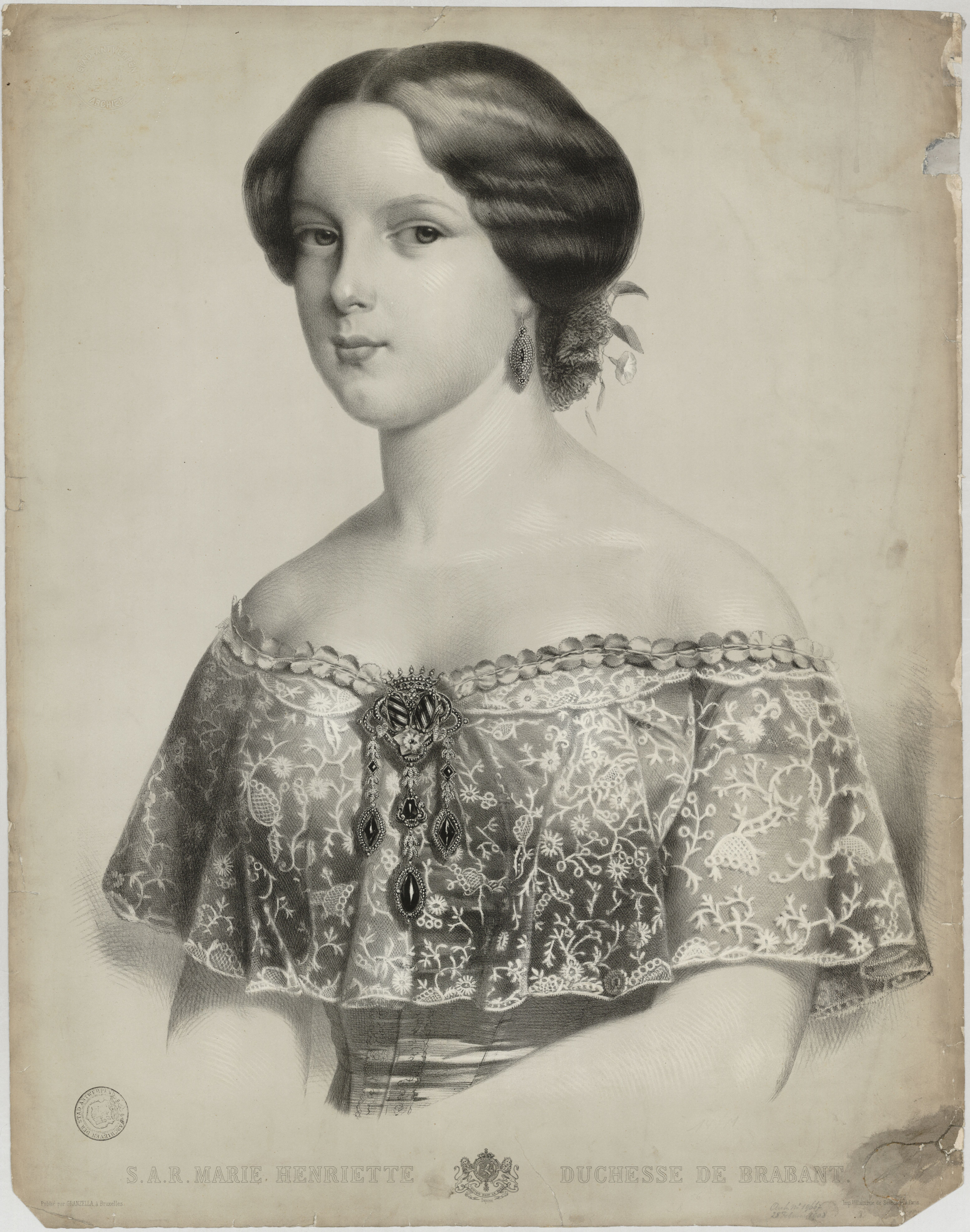
Marie Henriëtte van Oostenrijk, Granzella, collectie Felixarchief

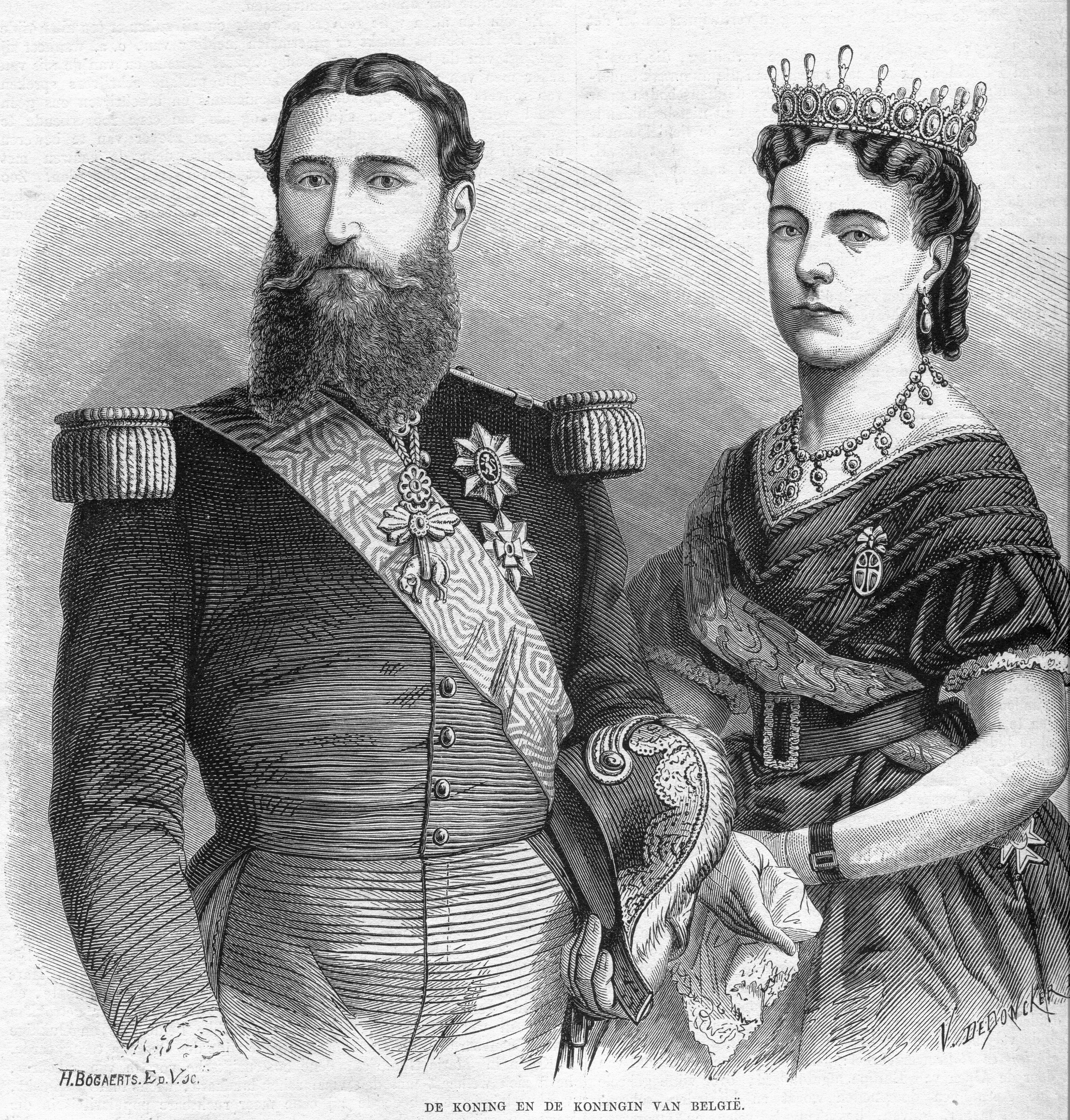
De koning en de koningin van België, gravure (1870)

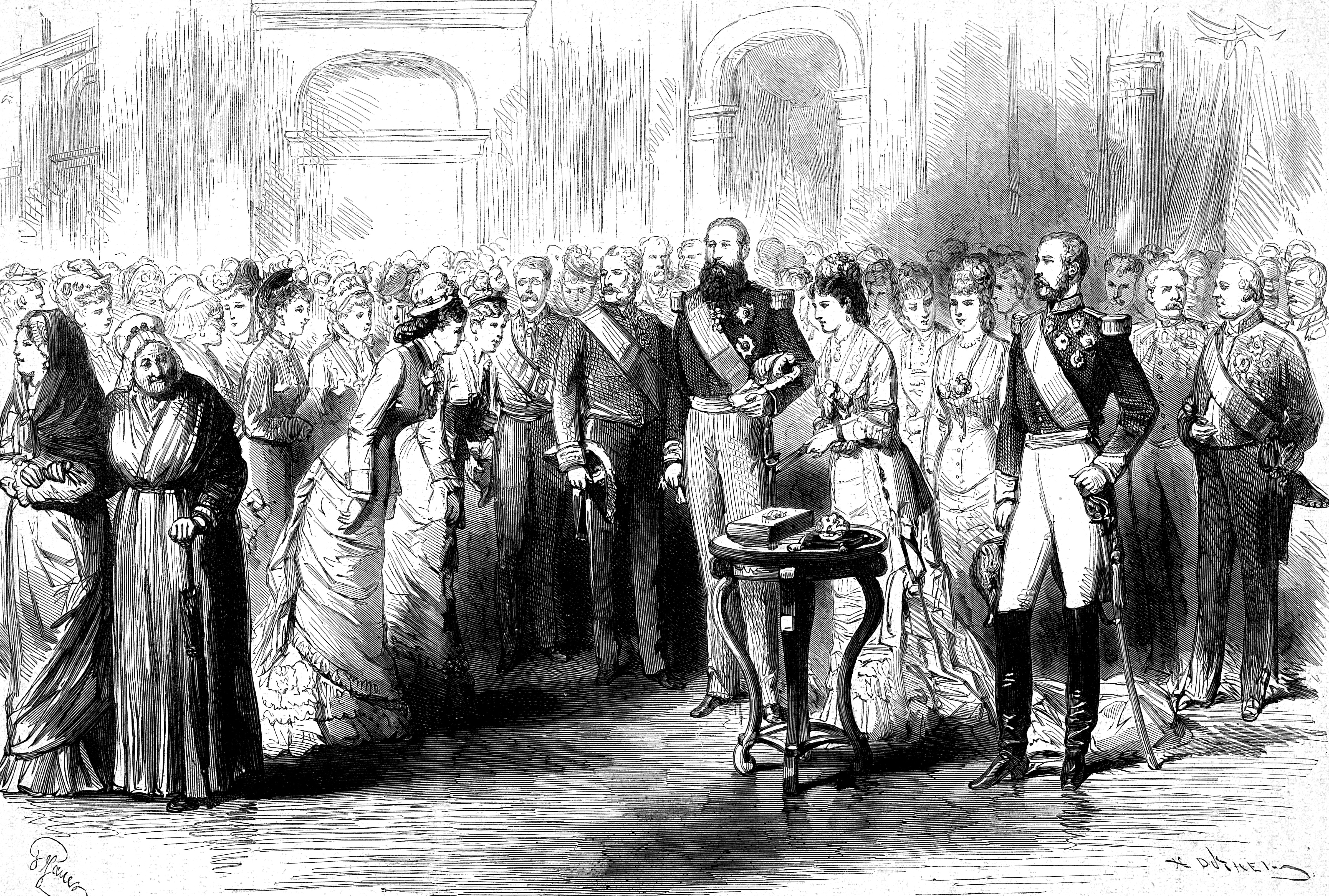
Presentatie van het geschenk aan de koningin tijdens de vijfentwintigste huwelijksverjaardag van koning Leopold II en koningin Marie Henriëtte, Koninklijk Paleis (Brussel), 22 augustus 1878.

Zij was de dochter van aartshertog Jozef van Oostenrijk en Maria Dorothea van Württemberg en de kleindochter van keizer Leopold II en Maria Louisa van Bourbon. De Franse koningin Marie Antoinette (echtgenote van koning Lodewijk XVI) was haar oudtante. Via haar moeder was ze familie van hertog Frederik Eugenius van Württemberg. En omdat haar moeder een kleindochter was van prinses Carolina van Oranje-Nassau was Maria Henriëtta ook een nakomeling van Willem IV, erfstadhouder der Verenigde Nederlanden.
Op 22 augustus 1853 trad zij in het huwelijk met de Belgische kroonprins Leopold, de latere koning Leopold II. Het huwelijk was gearrangeerd door diens vader, koning Leopold I, die op deze wijze hoopte de banden met Oostenrijk te verstevigen. Het was geen gelukkige verbintenis en na de dood van hun zoon, kroonprins Leopold, begon hun huwelijk te verzuren. Na de geboorte van de jongste dochter Clementine, ontstond er een breuk tussen het echtpaar.
Uit het huwelijk kwamen vier kinderen voort:
- Louise (18 februari 1858 - 1 maart 1924), de latere echtgenote van Filips van Saksen-Coburg en Gotha
- Leopold (12 juni 1859 - 22 januari 1869)
- Stefanie (21 mei 1864 - 24 augustus 1945), de latere echtgenote van de Oostenrijkse kroonprins Rudolf
- Clementine (30 juli 1872 - 8 maart 1955), de latere echtgenote van de stamhouder der Bonapartes: Napoleon Victor

Omdat hun enige zoon Leopold op 9-jarige leeftijd verongelukte, werd haar zwager Filips de aangewezen troonopvolger. Diens zoon Albert zou uiteindelijk in 1909 de troon overnemen. De koningin was ongelukkig aan het Belgische hof en toen de koning naar een maîtresse ging, trok de vorstin, samen met een deel van haar hofhouding, naar haar buitenverblijf in Spa, waar ze vanaf 1895 definitief woonde. Daar kon ze rustig alleen in het kuuroord verblijven. De vorstin was een uitstekende amazone en zou volgens sommigen het talent hebben gehad om zelf paarden te dresseren. De koningin stierf alleen en ongelukkig in haar kasteel te Spa aan de gevolgen van een hartaanval. Zij werd begraven in de Onze-Lieve-Vrouwekerk te Laken.

## Onderscheidingen
- Dame Orde van de Heilige Michaël Beieren,
- Dame van de Nobele Orde van het Sterrenkruis Oostenrijk
- Dame van de Koninklijke Orde van de Heilige Isabella Portugal,
- Dame Louise Orde Pruisen
- Dame van de Koninklijke en Nobele Orde van Koningin Marie-Louise Spanje
- Grootkruis Chefakat Orde Turkije
- Grootkruis Leopoldsorde
- Gouden Roos, door Leo XIII 1893

## Vernoemingen
- Het grootste park van Oostende, het 19e-eeuwse Maria Hendrikapark dat sinds 1998 grondig gerenoveerd is.
- Koningin Maria Hendrikaplein voor Station Gent-Sint-Pieters.
- Maria Hendrikalei aan het Antwerpse stadspark.
- Twee bekende waters van Spa: Spa Marie-Henriette en Spa Reine, evenals de twee bronnen Koninginnebron en Marie-Henriettebron in Spa.

## Voorouders
| Voorouders van Marie Henriëtte van Oostenrijk | Voorouders van Marie Henriëtte van Oostenrijk                                             | Voorouders van Marie Henriëtte van Oostenrijk                                             | Voorouders van Marie Henriëtte van Oostenrijk                                             | Voorouders van Marie Henriëtte van Oostenrijk                                             | Voorouders van Marie Henriëtte van Oostenrijk                                             | Voorouders van Marie Henriëtte van Oostenrijk                                             | Voorouders van Marie Henriëtte van Oostenrijk                                             | Voorouders van Marie Henriëtte van Oostenrijk                                             |
| --------------------------------------------- | ----------------------------------------------------------------------------------------- | ----------------------------------------------------------------------------------------- | ----------------------------------------------------------------------------------------- | ----------------------------------------------------------------------------------------- | ----------------------------------------------------------------------------------------- | ----------------------------------------------------------------------------------------- | ----------------------------------------------------------------------------------------- | ----------------------------------------------------------------------------------------- |
| Overgrootouders                               | Maria Theresia (1717–1780) ∞ 1736 Keizer Frans I Stefan (1708–1765)                       | Maria Theresia (1717–1780) ∞ 1736 Keizer Frans I Stefan (1708–1765)                       | Karel III van Spanje (1716–1788) ∞ 1738 Maria Amalia van Saksen (1724–1760)               | Karel III van Spanje (1716–1788) ∞ 1738 Maria Amalia van Saksen (1724–1760)               | Frederik Eugenius van Württemberg (1732-1797) ∞ Frederika van Brandenburg-Schwedt (-)     | Frederik Eugenius van Württemberg (1732-1797) ∞ Frederika van Brandenburg-Schwedt (-)     | Karel Christiaan van Nassau-Weilburg (1735-1788) ∞ Carolina van Oranje-Nassau (1743-1787) | Karel Christiaan van Nassau-Weilburg (1735-1788) ∞ Carolina van Oranje-Nassau (1743-1787) |
| Grootouders                                   | Keizer Leopold II (1747-1792) ∞ 1764 Marie Louise van Spanje (1745–1792)                  | Keizer Leopold II (1747-1792) ∞ 1764 Marie Louise van Spanje (1745–1792)                  | Keizer Leopold II (1747-1792) ∞ 1764 Marie Louise van Spanje (1745–1792)                  | Keizer Leopold II (1747-1792) ∞ 1764 Marie Louise van Spanje (1745–1792)                  | Lodewijk van Württemberg (1756-1817) ∞ 1754 Henriëtte van Nassau-Weilburg (1780-1857)     | Lodewijk van Württemberg (1756-1817) ∞ 1754 Henriëtte van Nassau-Weilburg (1780-1857)     | Lodewijk van Württemberg (1756-1817) ∞ 1754 Henriëtte van Nassau-Weilburg (1780-1857)     | Lodewijk van Württemberg (1756-1817) ∞ 1754 Henriëtte van Nassau-Weilburg (1780-1857)     |
| Ouders                                        | Jozef Anton Johan van Oostenrijk (1776-1847) ∞ Maria Dorothea van Württemberg (1757-1855) | Jozef Anton Johan van Oostenrijk (1776-1847) ∞ Maria Dorothea van Württemberg (1757-1855) | Jozef Anton Johan van Oostenrijk (1776-1847) ∞ Maria Dorothea van Württemberg (1757-1855) | Jozef Anton Johan van Oostenrijk (1776-1847) ∞ Maria Dorothea van Württemberg (1757-1855) | Jozef Anton Johan van Oostenrijk (1776-1847) ∞ Maria Dorothea van Württemberg (1757-1855) | Jozef Anton Johan van Oostenrijk (1776-1847) ∞ Maria Dorothea van Württemberg (1757-1855) | Jozef Anton Johan van Oostenrijk (1776-1847) ∞ Maria Dorothea van Württemberg (1757-1855) | Jozef Anton Johan van Oostenrijk (1776-1847) ∞ Maria Dorothea van Württemberg (1757-1855) |
| Marie Henriëtte van Oostenrijk (1836-1902)    |                                                                                           |                                                                                           |                                                                                           |                                                                                           |                                                                                           |                                                                                           |                                                                                           |                                                                                           |

Louise Marie van Orléans · Marie Henriëtte van Oostenrijk · Elisabeth in Beieren · Astrid van Zweden · Fabiola Mora y Aragón · Paola Ruffo di Calabria · Mathilde d'Udekem d'Acoz
- Gemeinsame Normdatei: 130258083
- International Standard Name Identifier: 0000 0000 3295 3798
- Library of Congress Control Number: n99024653
- Nederlandse Thesaurus van Auteursnamen: 323821723
- Système universitaire de documentation: 094828792
- Virtual International Authority File: 25706554
- WorldCat: E39PBJfmqWrtDpcqvVFWtmBpT3